# La Gobernadora
La Gobernadora är en ort i Mexiko.   Den ligger i kommunen Guachochi och delstaten Chihuahua, i den nordvästra delen av landet, 1 200 km nordväst om huvudstaden Mexico City. La Gobernadora ligger 2 284 meter över havet och antalet invånare är 136.
Terrängen runt La Gobernadora är lite kuperad. Runt La Gobernadora är det mycket glesbefolkat, med 6 invånare per kvadratkilometer. Närmaste större samhälle är Nachacachi, 17,8 km öster om La Gobernadora. I omgivningarna runt La Gobernadora växer huvudsakligen savannskog.